# Эдвардс, Роберт У.
Роберт У. Эдвардс (англ. Robert W. Edwards;  1949, Калифорния, США) — специалист в области исследований архитектуры Ближнего Востока и Армении, а также византийской, крестоносцев и грузинских памятников. Ветеран Вьетнамской войны.

## Биография
Эдвардс получил степень магистра в области классики и древней истории в Сан-Францискоштатском университете в 1978 году, а затем степень доктора философии по археологии поздней античности и истории искусства в Университете Калифорнии, Беркли, в 1983 году. В этом же году он переехал в Вашингтон, округ Колумбия, где был избран стипендиатом в Центре византинистских исследований Думбартон-Окс, Гарвардский университет. Через два года Эдвардс был назначен ассоциированным учёным на усмотрение доверителей центра. Он также преподавал в качестве приглашённого профессора в историческом факультете Католического университета Америки и в факультете искусств Университета Чикаго.

## Исследования
Эдвардс автор десятков публикаций, включая:
- Robert W. Edwards. The fortifications of Armenian Cilicia. — Washington, DC: Dumbarton Oaks Research Library and Coll, 1987. — Т. 23. — 288 с. — (Dumbarton Oaks studies). — ISBN 978-0-88402-163-6. — монография, посвященная обширному исследованию оборонительных сооружений в регионе.
- Jennie V. Cannon: The Untold History of the Carmel and Berkeley Art Colonies ·(Окленд 2012; онлайн изд.[1] 2016) — исследование истории художественных колоний с деталями о Дженни В. Кэннон.
- Pedro de Lemos — Lasting Impressions : Works on Paper, 1910-1945 (Уустер, Массачусетс 2015) — исследование творчества Педро де Лемоса на бумаге в указанный период.

Эдвардс также автор нескольких десятков статей, опубликованных в таких изданиях, как Dumbarton Oaks Papers и Revue des Études Arméniennes. Он внес значительный вклад в Eerdmans Encyclopedia of Early Christian Art and Archaeology (Гранд-Рапидс, Мичиган 2018), где представил тридцать статей, посвященных Армении, Восточной Турции и Киликии.
Его работа «The Christian Architecture of the Levant», содержит более 2800 фотографий, 4 карты и 111 планов, охватывая 118 средневековых крепостей, церквей и монастырей.
Во время своей активной научной деятельности Эдвардс также занимался кураторской работой на выставках, таких как Lasting Impressions - Pedro de Lemos в Монтерейском художественном музее, Монтерей, Калифорния (апрель — сентябрь 2015) и в Thomas Welton Stanford Art Gallery, Стэнфордский университет, Пало-Алто (сентябрь — декабрь 2017).
Его исследования и публикации были поддержаны финансовыми грантами и стипендиями таких учреждений, как: J. Paul Getty Trust, Британский институт археологии в Анкаре, Calouste Gulbenkian Foundation, Лувенский католический университет, Гарвардский университет и Болонский университет.

## Сельский
- ChArLv Archive - Robert W. Edwards. charlvarchive.org. Дата обращения: 18 ноября 2023.